# Šinnik Babrujsk
Šinnik Babrujsk je hokejový klub z Babrujsku, který hraje Běloruskou hokejovou ligu. Klub byl založen roku 2008. Jejich domovským stadionem je Ice Palace Babrujsk s kapacitou 7151 lidí.